# Marcel Chassard
Pour les articles homonymes, voir Chassard.
Marcel Chassard est un peintre et lithographe français né le 29 juin 1907 à Paris 14e et mort le 17 octobre 1997 à Paris 15e.
Également directeur artistique dans l'édition d'art, designer publicitaire et dessinateur d'ex-libris, il vécut rue Lecourbe, puis au 54, rue Cambronne dans le 15e arrondissement de Paris, s'y partageant avec un second atelier dans le château de Montgermont à Pringy (Seine-et-Marne). Il signait ses toiles en lettres capitales, M.R.CHASSARD, toutes assorties à partir de 1947 de l'empreinte digitale de son index droit.

## Biographie
Marcel Chassard nait impasse du Rouet dans le 14e arrondissement de Paris. André Flament restitue « une enfance sans histoires et dont il n'y aurait rien à dire si ce n'est qu'elle fut tout entière tendue vers le dessin et la peinture ». Il décide de consacrer sa vie à cette vocation lorsqu'à l'âge de treize ans, en 1920, il obtient la plus haute récompense du concours de dessin qu'ouvre la Ville de Paris aux meilleurs élèves de toutes les écoles communales. Il entre ainsi en 1921 à l'École des arts appliqués Germaine-Pilon où il a pour maîtres Robert Wlérick en sculpture, Jules Chadel (1870-1942) en dessin et Pierre-Paul Montagnac (1883-1961) en décoration.
Après un bref passage à l'École nationale supérieure des beaux-arts en 1924, après aussi que son tempérament se soit senti partagé entre la tentation cubiste « qui ne fut pour lui qu'une étape » et le recentrage vers le classicisme favorisé par les conseils de Pierre Laurens et André Favory, Marcel Chassard entre au service artistique de l'imprimerie Draeger de Montrouge en 1925. Y revenant en 1929 — année où il épousera Janine Schmidt — après un service militaire de deux ans au 34e régiment d'aviation du Bourget, pour y travailler avec des artistes comme Jean Piaubert et Victor Vasarely, il fréquente assidûment les cours du soir de l'Académie Colarossi où il reçoit les conseils d'Othon Friesz. En 1933 — année de naissance de sa fille Colette —, il est directeur de la revue Synthèse. Aux fins d'en illustrer les publications bibliophiliques, il réalise ses premières lithographies chez Fernand Mourlot.Puis il devient directeur artistique et technique de la revue Le Jardin des modes en 1936. Pour Claude-Saulvy, « si les réalités quotidiennes obligèrent Marcel Chassard à pratiquer un métier, il sut garder, des dix ans passés chez Draeger, un apport dont son talent profita. Et c'est peut-être aux disciplines de la mise en page et des procédés d'impression qu'il doit ses qualités d'équilibre et de construction et aussi cette force tranquille et sûre qui émane de ses toiles ».
Mobilisé en 1939, alors que ses toiles récentes évoquent des villégiatures dans le Pays basque (L'Église de Biriatou), en Corrèze (La Cascade à Gimel), en Suisse (L'Église San Lorenzo à Lugano), Marcel Chassard est élève officier de réserve. En 1942, il suit les cours de l'Académie de la Grande Chaumière. Sa première rencontre avec Jean Jansem date de 1945. Dans une amitié durable, les deux artistes peindront ensemble des paysages, des nus, ainsi que, réciproquement, un portrait de l'un par l'autre.
Si l'année 1947 inaugure une période de quarante années d'expositions, l'après-guerre montre un Marcel Chassard toujours en quête d'approfondissement de ses connaissances, notamment par l'approche de deux maîtres qui n'ont rien de commun sinon de le fascinner : Sandro Botticelli qu'il découvre réellement dans les musées à la faveur d'un voyage en Italie en 1947 et dont « les paysages et les portraits lui procurent un viatique spirituel et matériel absolument nécessaires » ; Lyonel Feininger dont en 1959 « il étudie passionnément la construction des toiles avec leur chromatisme coloré du prisme ». Entretemps, en 1957, Marcel Chassard fait la connaissance de Camille Hilaire dont il édite la monographie avec un texte de Robert Rey.

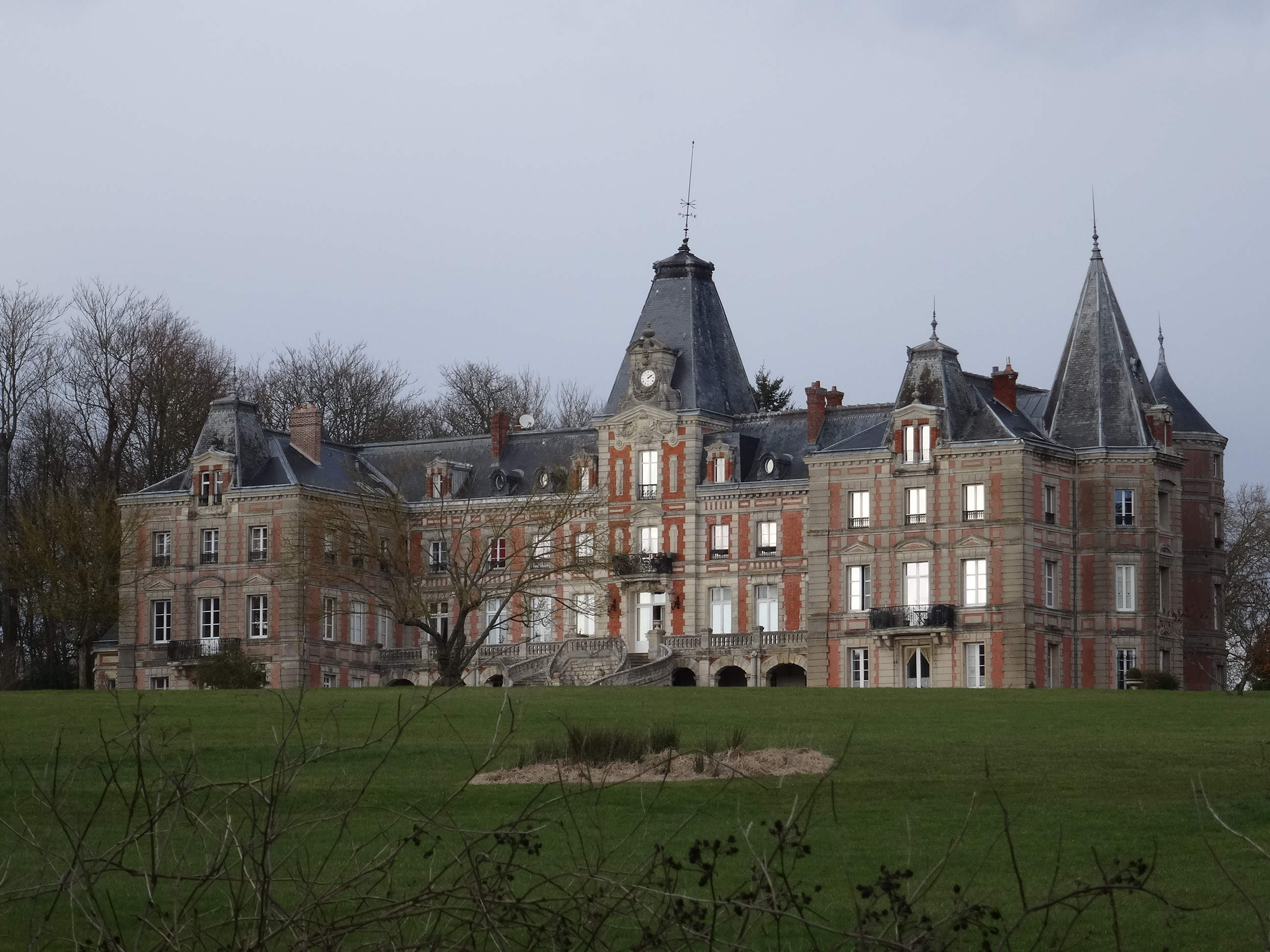
Le château de Montgermont à Pringy.

Dès cette époque, la peinture de Marcel Chassard énonce l'attirance de la Seine-et-Marne (Pique-nique à Fontainebleau, toile de 1950). S'installant un atelier dans le château de Montgermont à Pringy, il brosse des paysages qui vont de Moret-sur-Loing à Misy-sur-Yonne et participe aux expositions annuelles organisées par Guy Isnard à Barbizon. Si des toiles de 1970 (La Maison des viviers à Quiberon) à 1987 (Masques d'or à Venise) reflètent encore quelques villégiatures plus éloignées, Marcel Chassard montre par sa dernière exposition, à Paris en avril 1991, que son réel thème de prédilection, celui qu'il affectionna toujours, fut bien « l'éternel féminin ».

## Œuvres

### Portraits
- Portrait de Charles Lindbergh après sa traversée de l'Océan Atlantique, huile sur toile, 1927[2].
- Portrait de Janine Sagny-Marsay dite « Praline » (1921-1953), mannequin chez Christian Dior, huile sur toile, 1950[réf. nécessaire].
- Portrait de la baronne Evelyn von Schumacher-Nager (de), huile sur toile, 1950[7].
- Estrela Faria devant son chevalet, huile sur toile, 1950[8].
- Mariette Lydis dessinant, huile sur toile, 1950[8].
- Portrait du Maréchal Alphonse Juin, huile sur toile, 1952[9].
- Portrait de Maria Callas, huile sur toile[10].

### Fresques murales
- Cannes, péristyle de Lou Souléou Pergola, 1973.

### Contributions bibliophiliques
- Somerset Maugham, Une riche nature, sept illustrations de Marcel Chassard, Synthèse, revue mensuelle réservée au corps médical, n°10, octobre 1935.
- Roger Baschet, « Quand les Parisiennes ont froid », article illustré de deux dessins de Marcel Chassard, L'Illustration, 28 mars 1942.
- Roger Baschet, « Les nouveaux dandys  », article illustré de six dessins de Marcel Chassard, L'Illustration, 28 mars 1942.
- Hector Berlioz, La Damnation de Faust, coffret de prestige édité pour le concert d'exécution et d'enregistrement de l'œuvre par le grand orchestre de Radio-France placé sous la direction de Jean Fournet, textes de Georges Duhamel, illustrations (dont portrait d'Hector Berlioz) de Marcel Chassard, Palais de Chaillot, Paris, 17 novembre 1942[11].
- Pierre Benoit, Pour Don Carlos, couverture illustrée par Marcel Chassard, collection « Le livre de demain », Librairie Arthème Fayard, 1952.
- Jean Burnat, Napoléon par ceux qui l'ont connu, 4 tomes, édition hors commerce numérotée, reliures réalisées à l'aide d'un fer à dorer original de Marcel Chassard, Les éditions de l'Illustration, 1970.

### Travaux publicitaires
- Chaussures Unic, 1934, 1945.
- Reynier Junior, Claude Fabregas, 1945.
- Parfums Vigny. Heure intime, 1946.
- Rigaud, 1946.
- Produits de beauté du Docteur N.G. Payot, 1946.
- Chapeaux Rose Valois, 1947.
- Cutex, vernis à ongles américain, 1949, 1954.
- Tissus Chatillon Mouly Roussel, 1950.
- Les parfums Dana : Tabu, Canoe, 20 carats, Émir, Platine, 1951.
- Cosmétiques Vitapointe, 1951, 1953.
- Nounours. Chatillon Mouly Roussel, 1952.

## Expositions personnelles
- Galerie du Vieux-Colombier, Paris, 1947.
- Galerie Durand-Ruel, Paris, 1950[12], 1952.
- Galerie Everarts, 8, rue d'Argenson, Paris, avril 1991[6].

## Vente publique
- Claude Robert, commissaire-priseur à Paris, Vente de l'atelier Marcel Chassard, hôtel Drouot, Paris, 2 novembre 1987[13].

## Expositions collectives
- Salon de la Société nationale des beaux-arts, Paris, 1950, 1987.
- Galerie d'Orsay, Paris, 1952, aquarelles et lithographies.
- Société des artistes indépendants de l'Yonne, 1965.
- Salon des Amis des arts de Sens, à partir de 1966.
- Galerie Joffre, Nice, 1970.
- Festival d'art international de Nice, 1971.
- Salon de la nouvelle Île-de-France, Fontainebleau, 1971.
- Salon de l'École de Moret-sur-Loing, 1972, 1974.
- Salon des peintres témoins de leur temps, Musée Galliera, Paris, de 1972 à 1984.
- Salon des indépendants, Paris, 1984[14].
- Salon des artistes français, Paris, 1987[15].
- Salon France America, Maison française de Washington, 1991[16].

## Réception critique
- « Il cherche légitimement à exprimer, sans platitude, la simplicité de ses réflexes de plasticien devant les splendeurs de la vie. C'est le chemin difficile. Il a conduit d'ores et déjà Marcel Chassard à des réussites singulières, et à signer notamment de remarquable nus. » - Bernard Dorival[17].
- « Homme libre, peintre dégagé de toute influence et de toute emprise, il va droit son chemin, sans se soucier du chemin des autres... C'est un homme tout simple, affable, souriant, appréciant les choses à leur juste mesure et qui, ayant décidé d'être peintre, accomplit sa carrière comme l'artisan de jadis réalisait, sans même s'en rendre compte, son œuvre quotidienne et, parfois, son chef-d'œuvre. » - André Flament[2]
- « Marcel Chassard crée, c'est-à-dire que prenant un être, un paysage, un objet, tout en restant absolument fidèle à la réalité concrète, il sait la sublimer, la transposer, par son talent et son travail la faire accéder au niveau de l'art, présenter leur vérité authentique et souvent morale. C'est un art de jeunesse : tout en s'élevant au niveau du beau, du parfait, donc de l'éternel, Marcel Chassard laisse à l'œuvre une inéluctable spontanéité. C'est aussi un art de la couleur. La gamme de Marcel Chassard, avec les bleus royaux subtils, allie d'une manière étonnante la douceur et la force, la singularité et la magnificence, animant encore la vitalité du sujet que la qualité du stylisme structure déjà avec beaucoup de rigueur et de vigueur. » - Bernard Leroux[6]
- « Une figuration qui dans ses meilleurs moments fait penser à celle de Camille Hilaire, tout entière consacrée à la nature et à l'éternel féminin. » - Gérald Schurr[18]
- « À juste titre, il se réfère à Camille Hilaire, usant aussi d'un dessin inspiré du post-cubisme, traitant un peu les mêmes thèmes "grand-public" : nus pulpeux ou provocants, sous-bois verdoyants accueillants, fleurs capiteuses et natures mortes d'objets rares et précieux. Audace que lui permettent auprès de son public ses thèmes de plaisir, il ose tous les heurts des couleurs les plus crues. » - Dictionnaire Bénézit[15]

## Récompenses et distinctions
- Grand prix de dessin de la Ville de Paris, 1920.
- Médaille d'argent du grand prix de Deauville, 1950.
- Médaille d'argent de la Société d'encouragement à l'art et à l'industrie, 1950.
- Médaille d'or, grand prix de peinture de la Ville de Nice, 1971.
- Grand prix de peinture du Salon de Moret-sur-Loing, 1974.
- Médaille d'or du Salon Léonard-de-Vinci, Paris, 1984.
- Médaille d'argent de la Ville de Paris, 1985.
- Médaille d'or de la Fondation Ricard, Strasbourg, 1985.
- Chevalier de l'ordre du Mérite, décret du 3 décembre 1994[19].

## Collections publiques
- Andorre-la-Vieille, musée du Parfum (Fondation Júlia Bonnet).
- Paris, Bibliothèque nationale de France, Portrait de Dranem, encre de Chine.

## Collections privées référencées
- Yvonne de Brémond d'Ars, Deauville, Portrait d'Yvonne de Brémond d'Ars, huile sur toile[2]
- Jean Jansem, Portrait de Jean Jansem, huile sur toile[20].